# Савалия, Надя
Надя Савалия (/səˈwəlxə/, англ. Nadia Sawalha; род. 18 ноября 1964) — британская актриса, телеведущая и ютубер. Она наиболее известна своей ролью Энни Палмер в мыльной опере BBC One «Жители Ист-Энда» с 1997 по 1999 год и Джины в комедии ITV «Задние мысли» с 1992 по 1994 год. Она была одним из первых участников ток-шоу «Свободные женщины» с момента его создания в 1999 году до 2002 года, прежде чем вернуться на шоу в 2013 году после обновления состава ведущих. У неё также были роли в фильмах и сериалах «Чисто английское убийство», «Катастрофа», «Всё включено», «Соломон и царица Савская», «Как пройти на войну», «99-1» и пр.
После победы в кулинарном телеконкурсе Celebrity MasterChef в 2007 году Савалия продолжал появляться на кулинарных шоу в качестве ведущего и шеф-повара.

## Личная жизнь
Она дочь британского актёра иорданского происхождения Надима Савалии, наиболее известного по участию в двух фильмах бондианы, и его жены-англичанки Роберты Лейн. Надя — сестра телевизионной актрисы Джулии Савалии, и вместе с ней появлялась в гейм-шоу Лили Сэвидж «Бланкети Бланк». В 1997 году Надя, Джулия и Надим вместе вышли на сцену в спектакле «Дорогой папа… Дорогая дочь» в театре «Янг Вик» в Южном Лондоне. Дядя Нади и Джулии Набиль также актёр.
25 декабря 1997 года первый муж Савалии Джастин Милдуотер покончил жизнь самоубийством. Они были женаты пять лет, но за несколько месяцев до этого расстались.
6 июня 2002 года она вышла замуж за своего второго мужа, телепродюсера Марка Эддерли.
Савалия — атеист.